# 野口彰宏
野口 彰宏 Akihiro Yuji Noguchi（のぐち あきひろ、1967年10月3日 - ）は、日本・アメリカ合衆国・ニュージーランドを中心にボーダレスに活動するアクション演出家。映画・テレビドラマをはじめとした映像作品のアクション撮影全般:  アクション監督、アクションコーディネーター、ファイトコレオグラファー、ワイヤーマスター、スタントパフォーマー(スタントマン)、アクショントレーナー。アルファスタント創設メンバー、2024年まで所属。別名に、アキヒロ "ユージ" ノグチ（Akihiro Yuji Noguchi）、野口 勇次（のぐち ゆうじ）などがある。海外での愛称はユージ。

## 人物・来歴
佐賀県出身。幼少期にBruce Lee のアクションに衝撃を受け、中学高校時代には同級生とともに修行と称してBruce Leeのアクションを再現しながらアクショントレーニングに熱中していた。
1985年に倉田プロモーションに入門。1990年に倉田プロモーションを退会後、同クラブの先輩である小池達朗、坂本浩一の招聘でアメリカ合衆国に渡り、彼等と共にジェフ・プルートと仕事をした後、小池、坂本ともにアルファスタントを創立。
日本ではスタントパフォーマーの登竜門とされているヒーローショーや、とんねるずの『仮面ノリダー』シリーズでジョッカーとして撮影にレギュラー参加するなどの経験を積みながら、アメリカに渡る前は、約160cmの小柄な体型を生かして女性のスタントを担当することが多かったが、渡米して以降は性別やキャラクターを問わず様々なロールを演じている。
得意のアクロバットを活かし小柄な体躯ながらもダイナミックで感情表現豊かなアクションパフォーマンスは比類ない。
美しく安定した基本動作に裏打ちされた多彩なアクションジャンルにおける表現力は、しばしば天才と称される。
1996年、坂本浩一の紹介により『WMMC Masters』のアクション監督を担当し、演出デビュー。
アクション演出を手掛けながら、自身も"Cyclone"として出演しており、小柄ながらもダイナミックで存在感際立つアクション演技を披露している。
以降、映画監督アイザック・フロレンティーンとともに、アクション俳優スコット・アドキンスのキャリア基盤となる初期のアクション映画の演出を複数手掛ける。
洗練された空手家でもあるアイザックは、日本の空手映画『黒帯 KURO-OBI』(企画・武術監督：西冬彦、アクションコーディネーター: 野口彰宏) を観た時の感動を以下のように伝えている。
「2007 年に、私は『ブラック ベルト』という日本の映画を見て感動した。それは私が初めて "本物の" 空手映画であると感じた映画であった。私は心底、畏敬の念を抱いた。私はこの映画を、北米の先駆的空手指導者の 1 人であるドン・ウォーレナーと一緒に観たのだが、彼は、格闘シーンのシークェンスと、映画において初めてリアルに描かれたと言える真の空手 (技術的にも哲学的にも) のリアルな描写に感動し、文字通り喜びのあまり泣いていたのだ 。後に、この映画のファイトコレオグラフをユージが担当していたことを知ったとき、すべてが納得できた... 質、洗練性、シームレスな格闘スタイルが、登場人物のそれぞれを引き立て、深みを与えていた。」

スタイル
"アクションはあくまでストーリーの一部である" と考え、作品のストーリーや登場人物のキャラクター、シーンの背景に沿った、感情表現を伴う説得力のあるアクションシーンを作ることを何よりも重視し、得意とする。
本人曰く「スタントパフォーマー気質はいつまでも消えない」。
そのため、アクションシークエンスの動作ひとつひとつの表現に拘り、スタントパフォーマーにも高く厳しい要求をすることで知られてきた。
映像が伝えるストーリーも、視聴者の視点も、ひとつとして同じ場合がない。そのため、スタントパフォーマーには、同じ一手を何通りもの魅せ方で伝える技術と表現力が必要であり、そのためには揺るぎない基本を身につけるべし、という持論を持つ。
子どもが観て真似したくなるような、わかりやすくかっこいいアクション、大人が観て唸り、惚れ込むようなアクション、そして、大人と子ども、双方ともに飽きずに楽しめる、ストーリー展開に沿ったアクション演出を、常に考え続けている。

アクション演出家としての独自のあゆみ
日本、ハリウッド、ニュージーランドを中心に、1990年代から現在まで、ヨーロッパやアジア、アフリカなど、世界の様々なアクション撮影を渡り歩き、スタントパフォーマンスやアクション演出のキャリアを独自に積んできた野口は、世界規模で活躍する日本人アクション演出家のパイオニアと言える。
スティーブ・ワン、アイザック・フロレンティーンという、実力と人柄を兼ね備えた両氏それぞれの作品において、海外での初期のキャリアを築いたことは、その後の野口にとって、非常に大きな基盤となった。
リトアニアでは、Special Forces(邦題: 人質奪還 アラブテロVSアメリカ特殊部隊) のファイトコレオグラファー/アクション監督として、現地でスタントパフォーマーのオーディションを実施し、野口自ら彼らを鍛え上げた。
現在多くのアクション映画で活躍するブルガリアのスタントチーム ALPHA STUNTは、ブルガリアでの映画撮影のため、小池と野口が現地で集めたメンバーによって、のちに結成された。アルファスタント(ALPHA STUNTS)に敬意を表し、暖簾分けとして、代表 小池の許可を得て、その名を冠したALPHA STUNTというチーム名となった。
ショーン・コネリー最後の実写出演映画となった リーグ・オブ・レジェンド/時空を超えた戦い では撮影クルー唯一の日本人として単身チェコに渡り、アクション演出とともに、ショーン・コネリーや ナシールッディーン・シャー のファイトコレオグラファーやアクショントレーナーを担当。
また、Bruce Leeを自身のアクションパフォーマンスの心の師とする野口だが、Shannon Lee のアクショントレーニングを担当したことは一つの夢を達成したようでもあったと述べている。
アイザック・フロレンティーンは親しみを込め野口を「異母兄弟のアクション・マエストロ」と呼び、スティーブ・ワンは「生けるレジェンド」と称する。
両氏は、1990年代当時のハリウッドにおいて、アルファスタントが東西のアクションスタイルを初めて融合させ、その後の彼らの活躍が、世界のアクション映画を次世代のものへと変化させた、と語り、アルファスタント創設メンバーをアクション世界における黒澤明だと讃える。
両氏はその背景と、野口への個人的な想いを以下のように述べている。
「今日、アメリカのスタントパフォーマーの新世代が最高水準を維持している主な理由の 1 つは、ユージとアルファ スタントによるものだ。彼らは多くのスタントパフォーマーを個人的に指導し、90年代から 2000年代初頭にかけて、香港スタイルの格闘シーンを正しく創り上げていくスキルを教えた。彼らはアメリカのスタントパフォーマーのレベルをアジアの同僚と同等のものに引き上げた。今日の最先端を行くスタントパフォーマーやファイトコレオグラファーの多くは、ユージとアルファスタントの教え子である。アクション映画産業が今日の水準になった大きな要因は、ユージが人々の目を開き、無限の可能性を見せてくれたおかげである。彼はインスピレーションの源であり、まさに彼こそがオリジナルなのだ。」 

Guyver Kick (ガイバーキック)
クリーチャークリエイター/プロデューサー/映画監督であるスティーブ・ワン製作の映画『ガイバーダークヒーロー2』の撮影においてアルファスタントの3人は、ハリウッドスタイルと香港スタイルを融合させた彼ら独自のワイヤーアクションを披露し、未だに根強いファンを持つこの映画の成功を印象付けた。
(参考: Budget Biomorphs: The Making Of The Guyver Films by Dom O'Brien)
この映画の撮影において、野口が披露したダイナミックなキックが、のちにガイバーキックと呼ばれるようになる。
このキックは、 映画スコーピオン・ファイター等でアクション俳優キム・ウォンジンが演じた蹴り技にインスパイアされた野口が、『ガイバーダークヒーロー2』のなかで、特撮映画の技としてより効果的に演じたことで、映画のなかのダイナミックなキックアクションとして、そのシーンを強く印象付けた。
視界が狭く、重くて窮屈なガイバースーツを身に付けスタントやアクションを行うことは、視界とともに身体の可動域を大きく制限されたという。しかし当時、そのガイバースーツを纏いながら、野口によって見事に披露されたこのスペシャルキックは、アクロバティックでダイナミック、かつ、高度な身体能力と空中感覚を要するスキルフルなシーンとされ、海外の格闘家、スタントパフォーマーやアクションファンの間でガイバーキックと称されるようになり、1994年リリースの同作品とともに、今でも絶大な人気を誇っている。
ガイバーキックは、現在、アクション俳優スコット・アドキンスの代名詞となっているが、スコットは、Special Forces(邦題: 人質奪還 アラブテロVSアメリカ特殊部隊) の撮影時にガイバーキックを演じた際、はじめて、その映画のアクション演出/撮影を手掛ける野口が、映画『ガイバーダークヒーロー2』でガイバーキックを演じたスタントパフォーマー本人であることを知る。以降、この技の来歴を尋ねられた際には、Akihiro Yuji Noguchiが、ガイバーキックの演者であることを伝えている。
このガイバーキックに関するトピックは、スタントパフォーマーとしての野口の技術の高さを印象付けるエピソードとも言える。

Power Rangers シリーズ
ハリウッドにて、スタントパフォーマーとしてSaban Brand時代の Mighty Morphin Power Rangers シーズン1の半ばより参加。(1995年リリース)
ニュージーランドにて、坂本浩一がエグゼクティブプロデューサーを務めたDisney時代には、同作品のアクション演出を務めた。
2010年以降、Saban〜Hasbro主導のもと、坂本に代わって日本人スタントチームを率い、ニュージーランドにて Power Rangers シリーズのアクション撮影を担うセカンドユニット監督に就任。
日本とニュージーランドを約1年おきに行き来するという特異なライフスタイルを送りながら、2011年リリースの Power Rangers Samurai から、同シリーズ最新作である 2023年リリース Power Rangers Cosmic Fury  まで、長きにわたって 2ndユニット監督を勤め上げた。
Power Rangers Samurai の撮影開始後、野口は後輩の大西雅樹を呼び寄せ、監督に据え、2ndユニット撮影を分業。Power Rangers Beast Morphers の撮影を最後に、大西は惜しまれつつその任を終えた。
次作のPower Rangers Dino Furyの撮影において、大西に代わる2nd ユニット監督として、野口は倉田プロモーションの後輩である 佐藤健司を招聘。
この時期、世界中で撮影が相次いで休止されるなか、コロナウィルスの封じ込めに当時いち早く成功していたニュージーランドにおいて、Power Rangersの撮影は国のセイフティプロトコルに則って、途切れることなく安全に行われた。
Interview with Akihiro Yuji Noguchi by T3
GIZMO | A Power Rangers Stunt Artist Reflects on Nearly 30 Years of Mighty Morphin’ Action
GEKKAN NZ インタビュー：アクション監督 野口彰宏氏
歴代の、『チーム・アルファスタント』が担ってきたPower Rangers シリーズのアクションシーンは、アメリカで社会現象を引き起こすほどの高い人気と、未だ世界中で高い市場価値を維持している関連商品の売り上げとを支え、異例の30年という長きにわたって同作品の製作継続を可能にした大きな要素であると言える。
そして、ハリウッド時代からニュージーランド時代を通して30年に渡り、受け継がれ、育てられてきたアルファスタントによるPower Rangersシリーズ2ndユニットの撮影スタイルは、その現場経験を通して、アクション部門をはじめとした多くの優れた人材を排出し、今日では彼らの多くが、世界のエンターテイメント撮影の現場を牽引している。
ーーーーーーーーーーーーーーーーーーーーーーーーーーーーーーーー
国も人種も文化も、予算も仕事のスタイルも、実に様々という環境のなかでアクションを創り上げるという仕事の、難しさや奥深さを痛感してきた野口だが、この仕事の醍醐味は未だ尽きないと言う。
決して派手ではないが、着実にキャリアを重ねてきた野口は、師である倉田保昭の一貫した教えが、自身のキャリアを通して常に根底にあり、揺るぎない基盤となっていると言う。
また、創設以来、代表としてアルファスタントのマネジメントを一手に担いながら、演出家としても数多くの作品を手掛けている小池達郎と、Power Rangersシリーズをはじめ、今やアクション・特撮映画界の第一人者となった坂本浩一の二人が、自身のキャリアや演出家としての在り方を模索していく中で、常に指標となり、支えとなってきたと語っている。　

## 参加作品

### テレビドラマ（スタッフ）
- WMAC Masters（1996） - セカンドユニット監督/Cyclone
- パワレンジャーシリーズ
  - パワーレンジャー Mighty Morphin' Power Rangers（1995 - 1996） - スタント／ファイト・コレオグラファー
  - パワーレンジャー・ターボ Power Rangers Turbo（1997） - スタント／ファイト・コレオグラファー
  - パワーレンジャー・イン・スペース Power Rangers in Space（1998） - スタント／ファイト・コレオグラファー
  - パワーレンジャー・ロスト・ギャラクシー Power Rangers Lost Galaxy（1999） - スタント／ファイト・コレオグラファー
  - パワーレンジャー・ライトスピード・レスキュー Power Rangers Lightspeed Rescue（2000） - セカンドユニット監督、スタント・コーディネーター
  - パワーレンジャー・タイムフォース Power Rangers Time Force（2001） - セカンドユニット監督、アクション・コレオグラファー、スタント・コーディネーター
  - パワーレンジャー・ワイルドフォース Power Rangers Wild Force（2002） - セカンドユニット監督、アクション・コレオグラファー、スタント・コーディネーター
  - パワーレンジャー・S.P.D. Power Rangers S.P.D（2005） - セカンドユニット監督
  - パワーレンジャー・ミスティックフォース Power Rangers Mystic Force（2006） - セカンドユニット監督
  - パワーレンジャー・サムライ Power Rangers Samurai（2011） - 監督、セカンドユニット監督、アディショナル・マテリアルズ・ディレクター
  - パワーレンジャー・スーパーサムライ Power Rangers Super Samurai（2012） - 監督、セカンドユニット監督、アディショナル・マテリアルズ・ディレクター
  - パワーレンジャー・メガフォース Power Rangers Megaforce（2013） - 監督[注釈 1]、セカンドユニット監督
  - パワーレンジャー・スーパーメガフォース Power Rangers Super Megaforce（2014） - 監督[注釈 1]、セカンドユニット監督
  - パワーレンジャー・ニンジャスティール Power Rangers Ninja Steel（2017） - セカンドユニット監督[注釈 2]
  - パワーレンジャー・スーパーニンジャスティール Power Rangers Super Ninja Steel（2018） - 監督[注釈 2]、セカンドユニット監督[注釈 2]
  - パワーレンジャー・ビーストモーファーズ Power Rangers Beast Morphers（2019 -  2020） - 監督[注釈 1]、セカンドユニット監督[注釈 1]
  - パワーレンジャー・ダイノフューリー Power Rangers Dino Fury(2021) - セカンドユニット監督[注釈 1]
- Tracker(2001)  - ファイト・コレオグラファー、ワイヤーコーディネーター
- Special Unit 2(2001)  - ファイト・コレオグラファー、ワイヤーコーディネーター
- V.I.P. V.I.P. (2002)  - ファイト・コレオグラファー、ワイヤーコーディネーター
- 仮面ライダーシリーズ
  - KAMEN RIDER DRAGON KNIGHT Kamen Rider Dragon Knight（2008） - アクション監督[注釈 2]
  - 仮面ライダーフォーゼ（2012） - ワイヤーアクションコーディネーター
  - 仮面ライダーゴースト（2016） - ワイヤーコーディネーター
  - 仮面ライダーエグゼイド（2016） - ワイヤーコーディネーター
- 大魔神カノン（2010） - アクション監督（小池達郎と共同）
- 妖怪人間ベム（2011） - アクションコーディネート
- 死神くん（2014） - アクションコーディネート
- 今からあなたを脅迫します(2017) - スタント・コーディネーター
- フラーハウス Fuller House(2017) - スタント・コーディネーター
- S.W.A.T. S.W.A.T.（2020） - 共同スタント・コーディネーター（シーズン3第13話）
- 魔進戦隊キラメイジャー（2020 - ） - ワイヤーリガー
- Many others

### 映画（スタッフ）
- ガイバー/ダーク・ヒーロー Guyver: Dark Hero（1994） - ガイバー／ワイヤーリガー
- サイバー・ファイター/復讐の使者 Savage（1996） - ワイヤーリガー
- 破壊王 DRIVE Drive（1997） - ワイヤーリガー
- GEDO The Fatal Blade 外道（1999） - ファイト・コレオグラファー
- ブラック・ソルジャー Bridge of Dragons（1999） - セカンドユニット監督、ファイト・コレオグラファー
- Ultimate Target(2000) - ファイト・コレオグラファー（2000）
- ウィケッド・ゲーム Wicked Game（2000） - スタント／ワイヤーリガー、アシスタント・カメラ
- G-Men from Hell（2000） - ワイヤーリガー
- The Ghost(2001) - ファイト・コレオグラファー
- バトル・ブレイク Witness to a Kill（2001） - ワイヤー・コーディネーター
- リーグ・オブ・レジェンド/時空を超えた戦い The League of Extraordinary Gentlemen（2003） - ファイト・コレオグラファー、ワイヤー・コーディネーター、ファイト・トレーナー／スタント
- デビルマン（2004） - アクション・コーディネーター
- 黒帯 KURO-OBI（2007） - アクション監督
- 少林少女（2008） - アクション監督
- 大怪獣バトル ウルトラ銀河伝説 THE MOVIE（2009） - アクション監督
- NINJA（2009） - アクション監督、スタント・コーディネーター、ファイト・コレオグラファー
- 仮面ライダーフォーゼ THE MOVIE みんなで宇宙キターッ!（2012） - ワイヤーアクションコーディネーター
- エヴァリー Everly（2014） - スタント・コーディネーター
- 俺たち賞金稼ぎ団（2014） - スタントコーディネーター
- 桃とキジ(2017) - アクションコーディネート
- 破裏拳ポリマー（2017） - アクション監督
- BRAVE STORM ブレイブストーム（2017） - アクション監督
- スマホを落としただけなのに(2018) - スタント・コーディネーター
- アースクエイクバード The Earthquake Bird(2019) - スタント・コーディネーター
- I am not a bird(2020) - スタント・コーディネーター
- 都会のトム&ソーヤ(2020) - セグメント・スタント・コーディネーター
- Many others

### ミュージックビデオ(スタッフ)
- Destiny's Child
- U2
- WEST.
- MAN WITH A MISSION
- Mrs. GREEN APPLE

Many others

### テレビ映画（スタッフ）
- Power Rangers Samurai: Clash of the Red Rangers: The Movie（2011） - セカンドユニット監督、アディショナル・マテリアルズ・ディレクター
- Many others

### オリジナルビデオ（スタッフ）
- Savate（1995） - ワイヤー・コーディネーター
- ザ・フォース Cold Harvest（1999） - ファイト・コレオグラファー、ワイヤーコーディネーター、マーシャル・アーツ・コレオグラファー
- ヘルレイザー ゲート・オブ・インフェルノ Hellraiser: Inferno（2000） - ワイヤーリガー／アジアンカウボーイ
- ミミック2 Mimic 2（2001）、ワイヤーリガー
- 人質奪還 アラブテロVSアメリカ特殊部隊 Special Forces（2003） - セカンドユニット監督・スタント・コーディネーター、ファイト・コレオグラファー
- ウルトラマンメビウス外伝 ゴーストリバース（2009） - アクション監督
- 宇宙刑事 NEXT GENERATION（2014） - スタントコーディネーター
  - 宇宙刑事シャリバン NEXT GENERATION
  - 宇宙刑事シャイダー NEXT GENERATION
- Many others

### ゲーム(スタッフ)
- ゲーム『龍が如く』シリーズ(2005〜) -ファイトコレオグラファー
- Many others

### ネット配信
- パワーレンジャー・ダイノフューリー Power Rangers Dino Fury(2022) - セカンドユニット監督
- Mighty Morphin Power Rangers: Once and Always(2023) - セカンドユニット監督[9]

### その他
- 座頭市VSプレデター(2017) - アクション監督

### テレビドラマ（出演）
- パワーレンジャー Mighty Morphin' Power Rangers（1995 - 1995） - イエローレンジャー、ピンクレンジャー、サッカージロ、Zゴーレム、テンガ・ウォーリアーズ
- マイティ・モーフィン・エイリアンレンジャー Mighty Morphin Alien Rangers(1996) - アクェイター・ブラックレンジャー
- パワーレンジャー・ジオ Power Rangers Zeo（1996）、テンガ・ウォーリアーズ、コッグズ
- WMAC Masters（1996） - サイクロン
- パワーレンジャー・ターボ Power Rangers Turbo（1997） - イエローレンジャー、ピンクレンジャー、ビラナトロン
- パワーレンジャー・イン・スペース Power Rangers in Space（1998） - ピンクレンジャー、ビーナス・ド・ミロ
- パワーレンジャー・ロスト・ギャラクシー Power Rangers Lost Galaxy（1999） - イエローレンジャー
- パワーレンジャー・ライトスピード・レスキュー Power Rangers Lightspeed Rescue（2000） - イエローレンジャー
- 牙狼〈GARO〉スペシャル 白夜の魔獣（2006） - カラクリ&スタント
- Many others

### 映画（出演）
- ガイバー/ダーク・ヒーロー Guyver: Dark Hero（1994） - ガイバースタント
- パワーレンジャー・ターボ・映画版・誕生!ターボパワー Turbo: A Power Rangers Movie（1997） - スタント
- 破壊王 DRIVE Drive（1997） - スタント
- ハイボルテージ High Voltage(1997) - スタント
- ブラック・ソルジャー Bridge of Dragons（1999） - スタント
- ウィケッド・ゲーム Wicked Game（2000） - スタント
- Shafted!（2000） - スタントダブル
- The Ghost（2001） - スタントダブル
- シャドー・フューリー Shadow Fury（2001） - スタント
- 蟹工船（2009） - スタント
- Kate(2019) - スタント
- Many others

### テレビ映画（出演）
- Yakuza Connection（1995） - スタント
- Many others

### オリジナルビデオ（出演）
- ザ・フォース Cold Harvest（1999） - スタント
- ヘルレイザー ゲート・オブ・インフェルノ Hellraiser: Inferno（2000） - アジアン・カウボーイ2
- ゴッド・アーミー 聖戦 The Prophecy 3: The Ascent（2000） - スタント
- Many others

### ゲーム（出演）
- 龍が如くシリーズ(2005〜) - スタント、モーションキャプチャー
- デビルメイクライ3 Special Edition（2006） - スタント
- Many others

### 劇場アニメ（出演）
- EX MACHINA（2007）、モーションキャプチャー